# クァバ
クァバ（英語：Cuaba）とは、キューバ共和国で生産されている葉巻の銘柄の1つである。

## 概要
1996年に誕生した新しいハバナシガーブランド。
19世紀後半の流行である、ダブル・フィギュラド（ペルフェクトとも言う、所謂「葉巻型」）の葉巻を現代に蘇らせると言うコンセプトで立ち上げられた。
本来、クァバとはキューバに生えている低木を意味するタイーノ・インディアンの言葉で、この低木は燃えやすく、当時のタバコの点火や宗教儀式で使われていた。
種類全ての銘柄がダブル・フィギュラドシェイプで作られている。
サイズは小型からキューバ葉巻最大級の「ディアデマス」まで豊富である。また限定品でベリコソシェイプの物も存在している。
全般的にライト〜ミディアムボディ。